# Nerubajske
Nerubajske (ukrainisch Нерубайське; russisch Нерубайское Nerubaiskoje) ist ein Dorf in der Oblast Odessa im Südwesten der Ukraine mit etwa 8500 Einwohnern (2004).

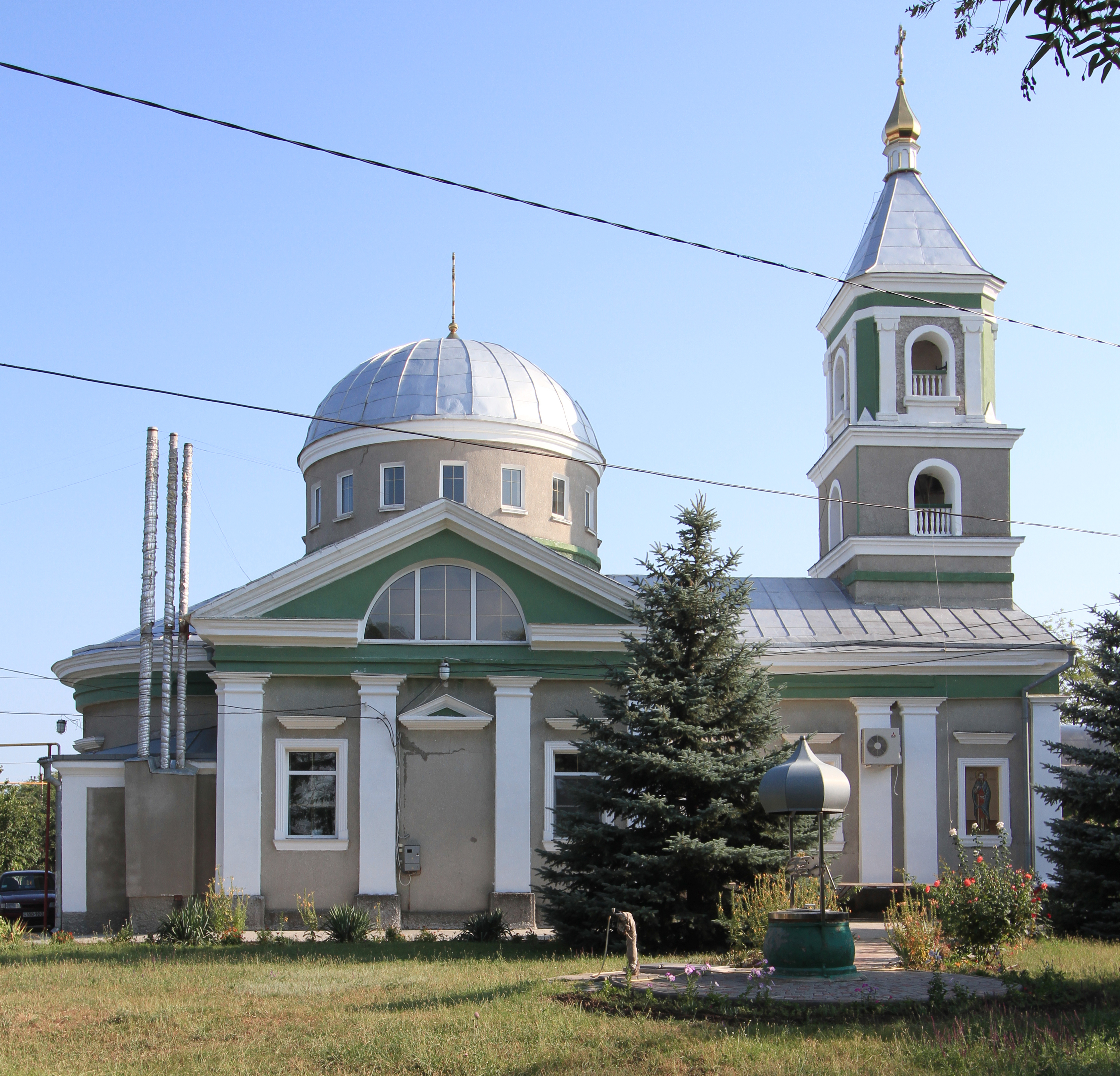
Orthodoxe Kirche im Dorf

Das 1795 gegründete Dorf liegt am Chadschibej-Liman, das Stadtzentrum von Odessa ist über die Fernstraße M 05 / E 95 nach etwa 15 Kilometern in südliche Richtung und das ehemalige Rajonzentrum Biljajiwka nach etwa 45 Kilometern in westliche Richtung zu erreichen.
In der Ortschaft befindet sich das „Museum der heldenhaften Partisanen“, bei dem sich einer der wenigen öffentlich zugänglichen Einstiege zu den Katakomben von Odessa befindet.

## Verwaltungsgliederung
Am 12. Juni 2020 wurde das Dorf zum Zentrum der neugegründeten Landgemeinde Nerubajske (Нерубайська сільська громада/Nerubajska silska hromada). Zu dieser zählten auch noch die 3 in der untenstehenden Tabelle aufgelistetenen Dörfer und die Ansiedlung Ussatowe, bis dahin bildete es zusammen mit dem Dorf Welyka Balka und der Ansiedlung Ussatowe die gleichnamige Landratsgemeinde Nerubajske (Нерубайська сільська рада/Nerubajska silska rada) im Osten des Rajons Biljajiwka.
Seit dem 17. Juli 2020 ist es ein Teil des Rajons Odessa.
Folgende Orte sind neben dem Hauptort Nerubajske Teil der Gemeinde:
| Name                     | Name          | Name                              |
| ukrainisch transkribiert | ukrainisch    | russisch                          |
| ------------------------ | ------------- | --------------------------------- |
| Altestowe                | Алтестове     | Алтестово (Altestowo)             |
| Cholodna Balka           | Холодна Балка | Холодная Балка (Cholodnaja Balka) |
| Welyka Balka             | Велика Балка  | Великая Балка (Welikaja Balka)    |
| Ussatowe                 | Усатове       | Усатово (Ussatowo)                |

## Söhne und Töchter der Ortschaft
- Anastassija Petryk (* 4. Mai 2002), Sängerin